# Amontons (Mondkrater)
Amontons ist ein kleiner Einschlagkrater in der westlichen Hälfte des Mare Fecunditatis. Er stellt sich als eine kreisförmige, tassenartige Formation dar, die durch den Einschlag aus der Oberfläche ausgegraben wurde und zeigt dieselbe dunkle Farbe wie das umgebende Mare. Bei Einfall des Sonnenlichts in flachem Winkel sind südsüdöstlich und nördlich von Amontons zahlreiche Geisterkrater zu sehen.